# Midden-Silezisch voetbalkampioenschap 1923/24
In 1923/24 werd het vierde Midden-Silezisch voetbalkampioenschap gespeeld, dat georganiseerd werd door de Zuidoost-Duitse voetbalbond. De competitie was een tussenstation tussen de regionale competities en de Zuidoost-Duitse eindronde. De Breslauer Sportfreunde werden kampioen en plaatste zich voor de Zuidoost-Duitse eindronde. De club werd ook daar kampioen en plaatste zich zo voor de eindronde om de Duitse landstitel, waarin de club in de eerste ronde verloor van Hamburger SV.

## 1. Klasse

### Gau Breslau
Vereinigte Breslauer Sportfreunde werd kampioen.

### Gau Oels
De Gau Oels werd in drie groepen opgdeeld, waarvan de kampioenen een eindronde speelden. 
| Gruppe Oels:     | SC Vorwärts Oels      |
| Gruppe Namslau:  | SC Preußen Namslau    |
| Gruppe Militsch: | SC Preußen Festenberg |

#### Halve finale
|                  |                    |       |                       |         |
| 16 december 1923 | SC Preußen Namslau | 2 – 3 | SC Preußen Festenberg | Namslau |
| 16 december 1923 |                    |       |                       | Namslau |

SC Vorwärts Oels had een bye.

#### Finale
|                  |                       |              |                  |            |
| 24 februari 1924 | SC Preußen Festenberg | 2 – 3 (n.v.) | SC Vorwärts Oels | Festenberg |
| 24 februari 1924 |                       |              |                  | Festenberg |

### Gau Brieg
| Plaats | Club                   | Wed. | W | G | V | Saldo | Ptn   |
| ------ | ---------------------- | ---- | - | - | - | ----- | ----- |
| 1.     | SC Brega 09 Brieg      | 7    | 5 | 1 | 1 | 25:06 | 11:03 |
| 2.     | SV Hertha Südost Brieg | 7    | 5 | 1 | 1 | 19:07 | 11:03 |
| 3.     | SSC Brieg              | 5    | 3 | 0 | 2 | 14:08 | 06:04 |
| 4.     | SC Preußen Brieg       | 5    | 1 | 0 | 4 | 02:22 | 02:08 |
| 5.     | TV Brieg               | 8    | 1 | 0 | 7 | 09:26 | 02:14 |

|  | Play-off eindronde             |
|  | Trok zich na dit seizoen terug |

Play-off heen
|                 |                        |       |                   |       |
| 3 februari 1924 | SV Hertha Südost Brieg | 0 – 0 | SC Brega 09 Brieg | Brieg |
| 3 februari 1924 |                        |       |                   | Brieg |

Terug
|                  |                   |       |                        |       |
| 24 februari 1924 | SC Brega 09 Brieg | 5 – 0 | SV Hertha Südost Brieg | Brieg |
| 24 februari 1924 |                   |       |                        | Brieg |

SV Hertha Südost Brieg trok zich voor volgend seizoen terug uit de competitie.

### Gau Münsterberg
| Plaats | Club                               | Wed.           | W              | G              | V              | Saldo          | Ptn            |
| ------ | ---------------------------------- | -------------- | -------------- | -------------- | -------------- | -------------- | -------------- |
| 1.     | Vereinigte Strehlener Sportfreunde | 5              | 3              | 1              | 1              | 14:05          | 07:03          |
| 2.     | RSV Hertha Münsterberg             | 4              | 2              | 1              | 1              | 06:05          | 05:03          |
| 3.     | SuSV 1910 Frankenstein             | 4              | 1              | 1              | 2              | 10:13          | 03:05          |
| 4.     | VfB Glatz                          | 5              | 1              | 1              | 3              | 08:15          | 03:07          |
| 5.     | Sportfreunde Münsterberg           | Teruggetrokken | Teruggetrokken | Teruggetrokken | Teruggetrokken | Teruggetrokken | Teruggetrokken |

|  | Geplaatst voor eindronde |
|  | Degradatie               |

## Eindronde

### Halve finale
|              |                  |       |                                    |      |
| 2 maart 1924 | SC Vorwärts Oels | 1 – 0 | Vereinigte Strehlener Sportfreunde | Oels |
| 2 maart 1924 |                  |       |                                    | Oels |

|                  |                   |       |                                   |       |
| 25 februari 1923 | SC Brega 09 Brieg | 3 – 5 | Vereinigte Breslauer Sportfreunde | Brieg |
| 25 februari 1923 |                   |       |                                   | Brieg |

### Finale
|               |                                   |       |                  |         |
| 16 maart 1924 | Vereinigte Breslauer Sportfreunde | 9 – 0 | SC Vorwärts Oels | Breslau |
| 16 maart 1924 |                                   |       |                  | Breslau |